# Cosmotettix delector
Cosmotettix delector är en insektsart som beskrevs av Sanders och Delong 1919. Cosmotettix delector ingår i släktet Cosmotettix och familjen dvärgstritar. Inga underarter finns listade i Catalogue of Life.